# Смит, Джеймс (архитектор)
 Джеймс Смит (англ. James Smith, 1645 — 6 ноября 1731) — шотландский архитектор, один из основателей палладианской архитектуры. Архитектор-палладианец Колин Кэмпбелл в издании «Британский Витрувий» (1717) назвал Смита «самым опытным архитектором королевства».

## Биография
Джеймс Смит был сыном каменщика, также Джеймса Смита, жившего в Тарбате, графство Россшир. Отец и сын с начала 1680-х годов записаны как строители городского моста в Инвернессе. Смит-Младший обычно идентифицируется как «Джеймс Смит Морейшира» («из графства Морейшир»), который учился в Колледже шотландцев. Смиту-младшему было суждено стать римско-католическим священником, и 3 мая 1671 года он поступил в Шотландский колледж в Риме, где изучал риторику, философию и теологию. Во время пребывания в Риме у него была возможность изучить классическую итальянскую архитектуру, итальянский и латинский языки. Вернулся в Шотландию в 1675 году.
В декабре 1677 года Смит познакомился с сэром Уильямом Брюсом, самым известным архитектором того времени в Эдинбурге. Здесь Смит трудился каменщиком под руководством известного «масона» Роберта Милна. В 1680 году стал членом гильдии мастеров в Эдинбурге. В 1683 году по рекомендации первого герцога Куинсберри Смит был назначен «инспектором, или надзирателем Королевских работ» (Surveyor or Overseer of the Royal Works), был ответственным за реставрацию дворца и аббатстваХолируда с окладом в 100 фунтов стерлингов в год. В 1685—1686 годах Джеймс Смит был членом Парламента Шотландии. Помимо работы в качестве архитектора он был мировым судьёй, а в 1704 году одним из уполномоченных по снабжению графства Эдинбург.
В 1686 году Смит приобрёл имение Уайтхилл (Whitehill), построил там дом и впоследствии стал известен как «мистер Смит из Уайтхилла». Однако финансовые затруднения вынудили его продать часть поместья в 1706 году, а остальную часть в 1726 году — своему зятю Гилберту Смиту (мужу его дочери Беллы). Сохранились рисунки, которые косвенно свидетельствуют о совместной работе Смита с Колином Кэмпбеллом. Большинство рисунков представляют собой этюды на палладианские темы, многие относятся к вилле Ротонда и другим постройкам Андреа Палладио в окрестностях Виченцы, некоторые из них опубликованы во 2-м томе издания «Британский Витрувий» (1717). Неясно, был ли Кэмпбелл учеником Смита или рисунки были куплены Кэмпбеллом в то время, когда Смит испытывал финансовые затруднения. Возможно, интерес Смита к архитектуре Палладио сложился во время его пребывания в Италии. Некоторые детали в архитектурных увражах Смита консервативны и уходят корнями в шотландскую архитектуру начала XVII века. Поскольку Смит был католиком в пресвитерианской стране, у него было мало церковных заказов.
Смит также был умелым инженером. Он выступал в качестве арбитра в споре по поводу строительства гавани в Кокензи (Ист-Лотиан), потому что «имел репутацию очень опытного в работах такого рода». Он также участвовал в работах по снабжению водой шотландских городов. В 1701 году он приобрел права на производство парового двигателя для подъёма воды, изобретенного Томасом Севери. В начале 1700-х годов он провел исследование, в ходе которого вместе с Уильямом Адэром, Александром Макгиллом и Джорджем Сороколдом исследовал возможность создания канала близ Ферт-оф-Клайд.
Смит умер в Эдинбурге 6 ноября 1731 года в возрасте 86 лет. Он был дважды женат. От первой жены Джанет Милн у него было восемнадцать детей. По общему мнению, Джанет была «хорошей рисовальщицей». Она умерла в 1699 году в возрасте 37 лет. Смит очень гордился ею, и её портрет был выгравирован после её смерти. Его вторая жена Анна родила ему четырнадцать детей. По словам Роберта Милна, Джеймс Смит был способным скульптором, автором статуи Карла II, установленной на Парламентской площади в 1685 году.

## Постройки
Вместе с тестем, Робертом Милном, Смит работал над строительством парка Кэролайн (Caroline) в Эдинбурге (1685), замка Драмланриг в Куинсберри (Drumlanrig Castle, 1680—1690). Церковь в Кэнонгейт (Kirk of the Canongate) в Эдинбурге (1688—1690) представляет собой типичную базилику с барочным фасадом.
В 1691 году Смит проектировал мавзолей сэра Джорджа Маккензи в Эдинбурге. Эта круглая в плане постройка напоминает Темпьетто в Риме (1502) постройки Донато Браманте, её изображение есть в издании «Четыре книги об архитектуре» (1570) А. Палладио. Загородные дома Смита следуют образцам, установленным Уильямом Брюсом, с крутыми крышами, ступенчатыми фронтонами, башнями и высокими трубами. Фасад дворца Гамильтона, Лэнаркшир (Lanarkshire, 1693—1701) по проекту Смита был оформлен колоннадой коринфского ордера (дворец разобран в 1921 году). Дворец Дэлкайт (Dalkeith House, Midlothian, 1702—1710) был построен в подражание дворцу Вильгельма Оранского в Делфте. С 1700 года Смит работал в основном в сотрудничестве с каменщиком и архитектором Александром Макгиллом, после 1710 года прекратил архитектурную деятельность.

## Галерея

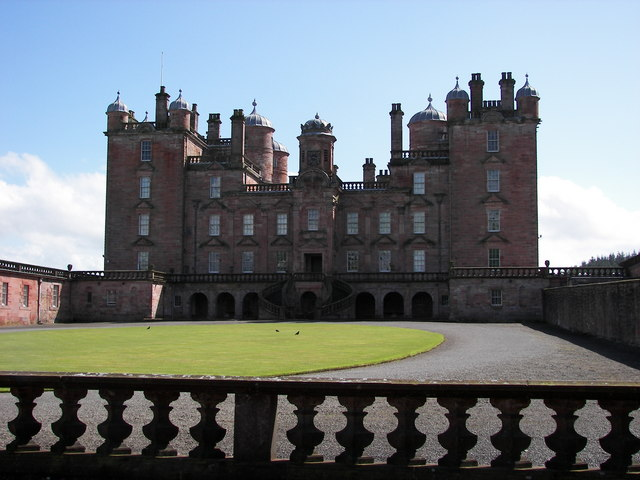
Замок Драмланриг, Куинсберри. 1680–1690
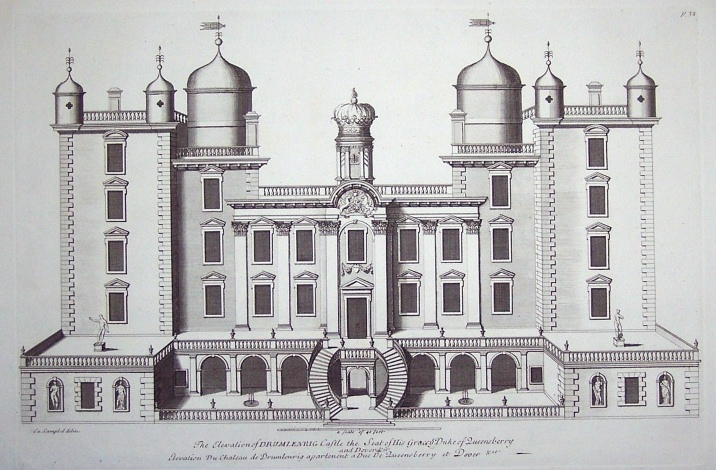
Замок Драмланриг. Проект
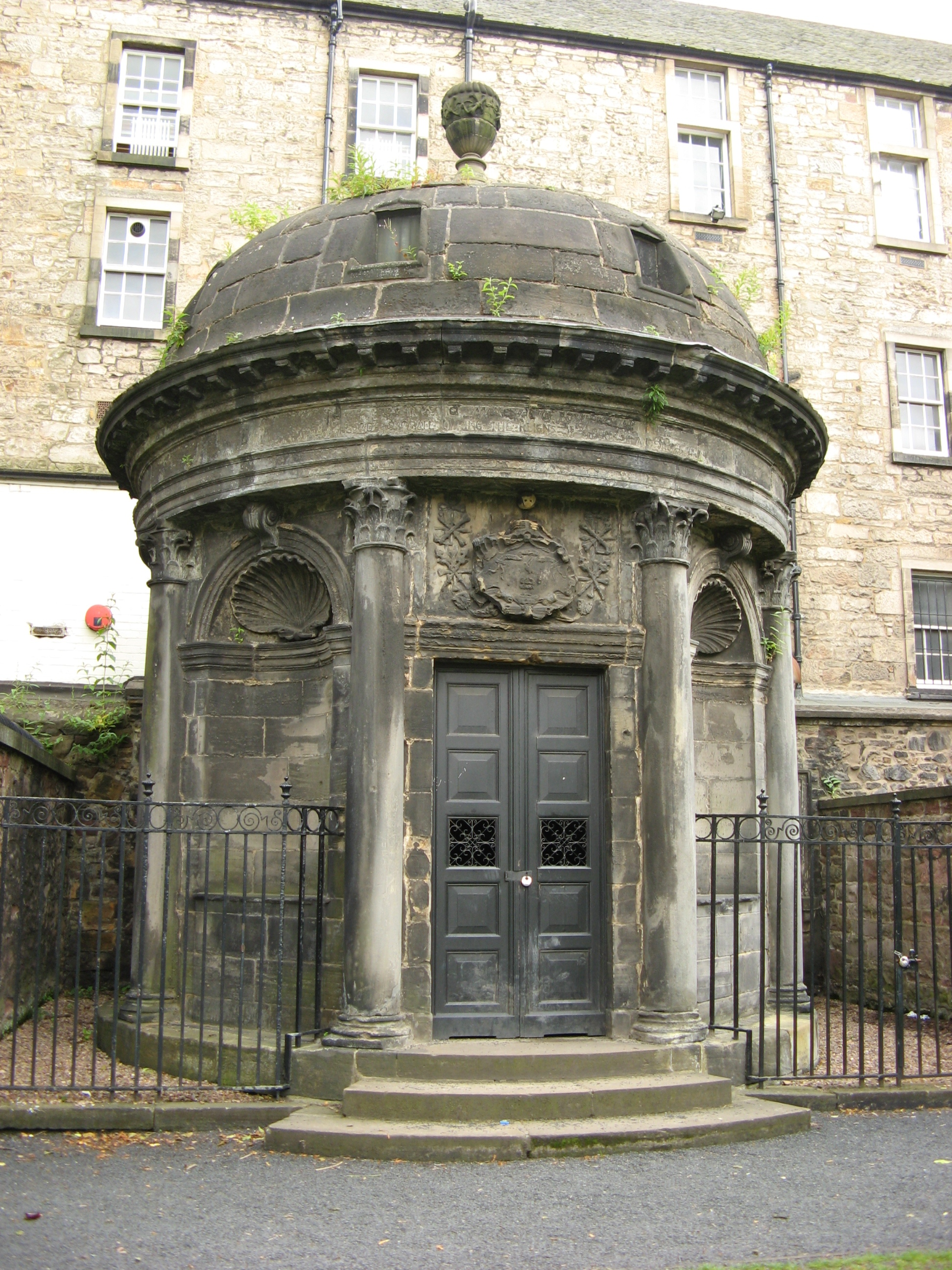
Мавзолей  сэра Джорджа Маккензи в Эдинбурге. 1691
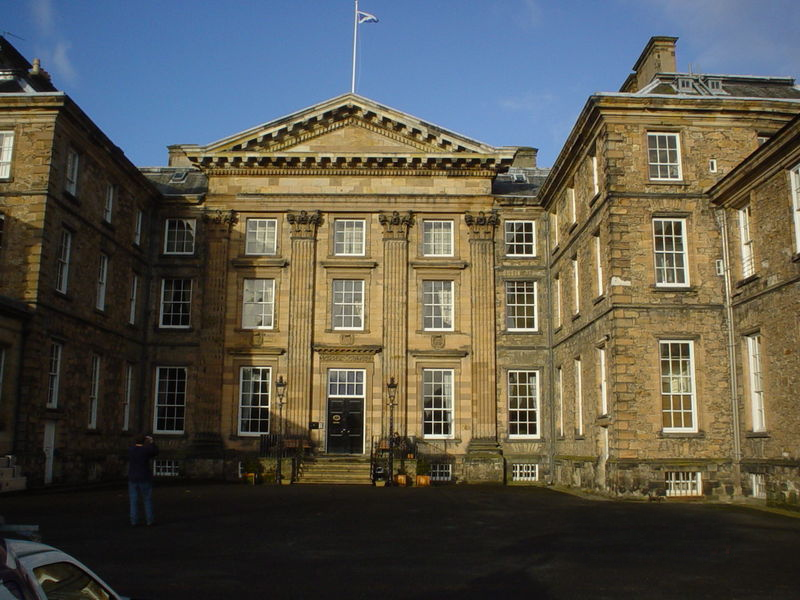
Дворец Дэлкайт. 1702–1710
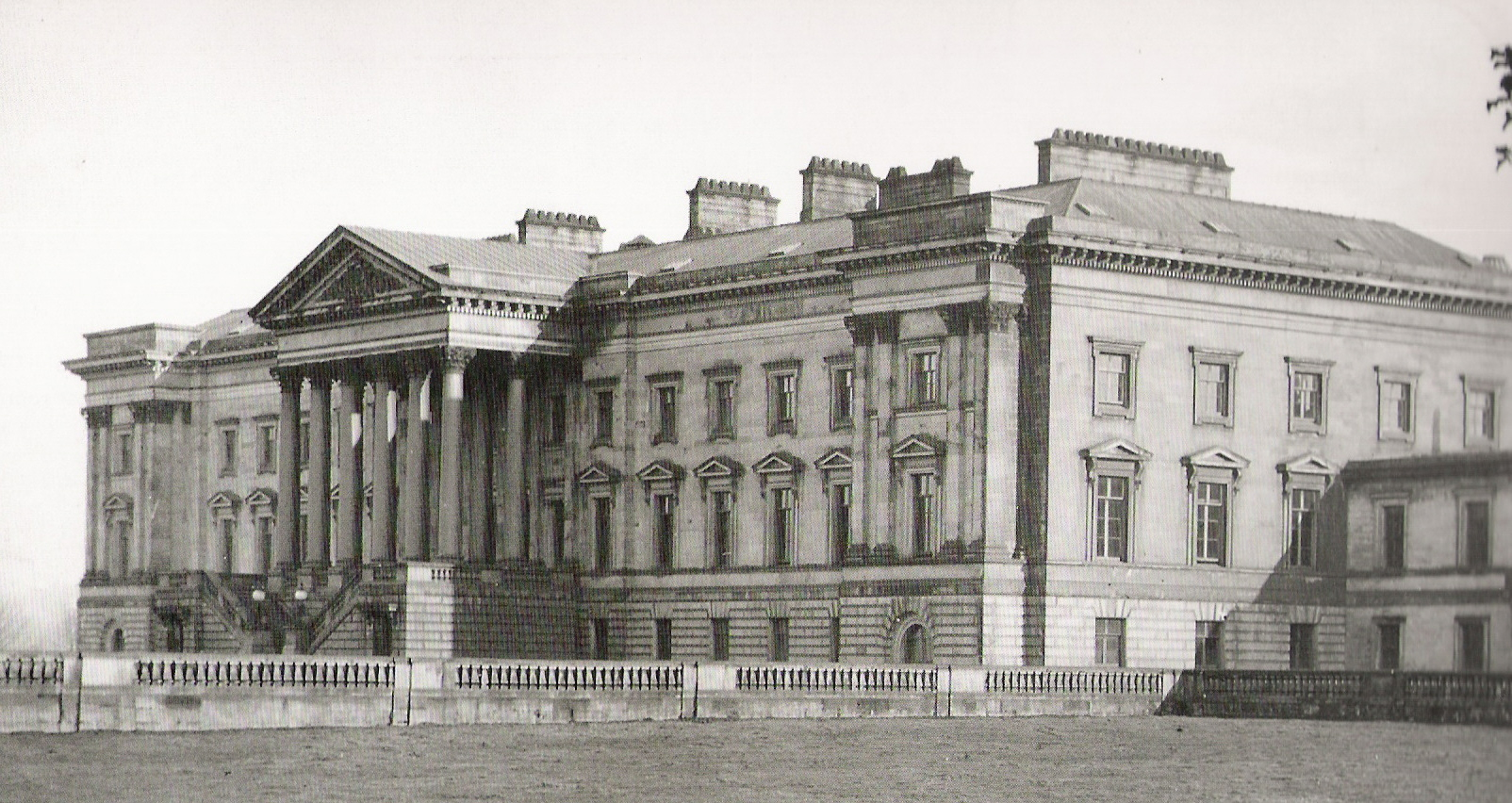
Дворец Гамильтона, Лэнаркшир. 1693–1701
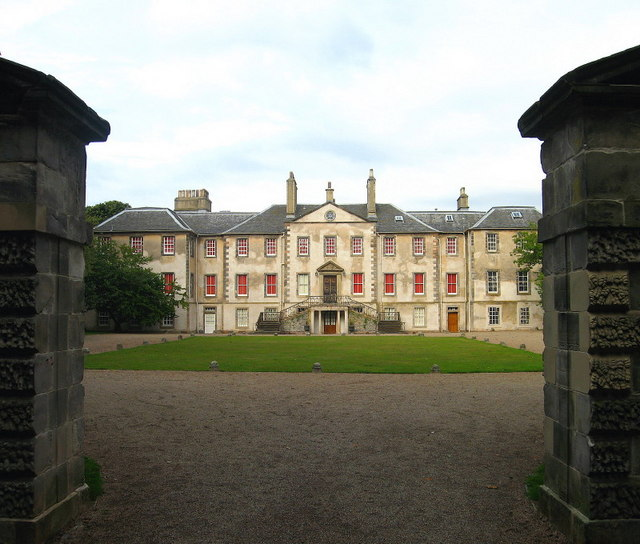
Дворец Ньюхейлс (ранее поместье Уайтхилл, 1686)